# Taquara
Taquara es un municipio brasileño del estado de Rio Grande do Sul.

## Toponimia
Taquara debe su nombre a la espesa vegetación de bambúes silvestres (taquaral) que en la época de su colonización cubría las márgenes del río dos Sinos, uno de los ríos que baña la ciudad.

## Geografía física
Se localiza a 29º39'02" de latitud sur y 50º46'50" de longitud oeste, a una altitud de 57 metros.
El municipio de Taquara está localizado en la Encosta Inferior da Serra y se encuentra a 72 km de Porto Alegre, la capital del estado. Su localización geográfica lo convierte en un punto de unión entre las regiones de Río Grande do Sul, Serra Gaúcha, Litoral, Região Metropolitana e Vale do Sinos.
El clima es subtropical, con inviernos duros.

## Historia
Taquara es un municipio de colonización predominantemente alemana. La emancipación del municipio se produjo el 17 de abril de 1886 con el nombre de Taquara do Mundo Novo.
El territorio de Taquara forma parte de la sesmaría concedida en 1814 a Antônio Borges de Almeida. Este la vendió el 20 de junio de 1845 a Tristão José Monteiro e Jorge Eggers aunque el 4 de septiembre del año siguiente, el territorio pasó a ser propiedad exclusiva de este primero. Es precisamente en este momento cuando se inicia el proceso de colonización. Tres días más tarde, el 7 de septiembre de 1846 llegan los primeros inmigrantes alemanes.
El 24 de septiembre de 1880 se convierte en comarca. El municipio surge con la ley provincial nº1568 del 17 de abril de 1886. Más tarde, a través del decreto del estado de Rio Grande do Sul nº1404 del 10 de diciembre de 1908, Taquara recibe el título de ciudad.

## Economía
Debido a su peso histórico, Taquara ejerce el papel de polo regional en diversas áreas como son el comercio o la prestación de servicios entre los que se encuentran diversos órganos públicos de ámbito regional.
En cuanto al sector industrial, Taquara se encamina hacia la diversificación. Actualmente, los sectores más importantes son el calzado, los productos plásticos y los derivados de la leche. La producción agrícola, locomotora económica en época de colonización, aún posee un razonable desarrollo, destacando la producción lechera, los piscicultivos y la cría de ganado para carne.
Junto con las ciudades vecinas de Parobé, Igrejinha, Três Coroas, Rolante e Riozinho, Taquara forma parte del Vale do Paranhana, una región que destaca principalmente por su industria del calzado, responsable de la producción de algunas de las marcas de zapatos más famosas de Brasil.

## Patrimonio
En el interior de la ciudad existen claros ejemplos de edificaciones de técnicas de armadura llevadas por los inmigrantes alemanes. También destacan los templos católicos y protestantes, construidos uno enfrente del otro en la principal calle de la ciudad.

## Cultura
Para incentivar las actividades deportivas, el municipio cuenta el parque do Trabalhador, con una extensión de 4 hectáreas de árboles en el centro de la ciudad. El parque cuenta con gimnasio, un pistas para practicar fútbol-playa, dos pistas de voley-playa, vestuario e instalaciones sanitarias, zona de juegos y un lago artificial que sirve de residencia para patos, cisnes y gansos.
Entre los principales eventos realizados en Taquara, merecen ser citados: la Ciranda Musical Teuto-Riogradense, festival de música que se realizaba cada dos años y la Expocampo, feria agropecuaria que se celebra anualmente durante el mes de abril coincidiendo con la fundación de la ciudad.
En la localidad de Morro da Pedra, en el interior del municipio, se encuentra situada la colonia naturista Colina do Sol, la segunda mayor colonia de Brasil para la práctica de esta filosofía de vida.

## Servicios públicos

### Educación
Taquara cuenta con una red de 44 colegios públicos municipales, 12 colegio públicas estaduales y 9 colegios privado. La enseñanza superior se imparte en las Faculdades Integradas de Taquara (Faccat), que ofertan 16 carreras.

### Salud
El municipio posee 34 centros de salud. El municipio mantiene 14 centros de salud que se localizan diversos barrios y distritos.
Taquara contaba con tres hospitales: el hospital Sagrada Família, el hospital Faiock y el hospital de Caridade. Debido a diversos problemas técnicos y financieros, estos hospitales se fueron cerrando gradualmente. El último fue el hospital de Caridade, clausurado por el Consejo Regional de Medicina el 24 de junio de 2008. El 28 de octubre de 2009, se reabrió con el nombre de hospital Bom Jesus de Taquara.

### Seguridad
La criminalidad en Taquara ha venido creciendo desde la década de 1990: diariamente se producen robos a mano armada, robos de casas y coches.
La ciudad posee una comisaría de policía, con un contingente de once investigadores, y una sede del 1.er cuerpo de policía en áreas turísticas de la brigada militar, con un contingente de 51 soldados.
Taquara también cuenta con una estación regional de bomberos de la brigada militar, localizado a los márgenes de la RS 115, en el límite con Igrejinha.